# Hockey en Chile
El hockey en Chile es un deporte practicado mayormente en las áreas urbanas acomodadas. Como antecedente, los indígenas mapuches han jugado al palín, de características similares, en el actual territorio chileno durante siglos.

## Sobre césped

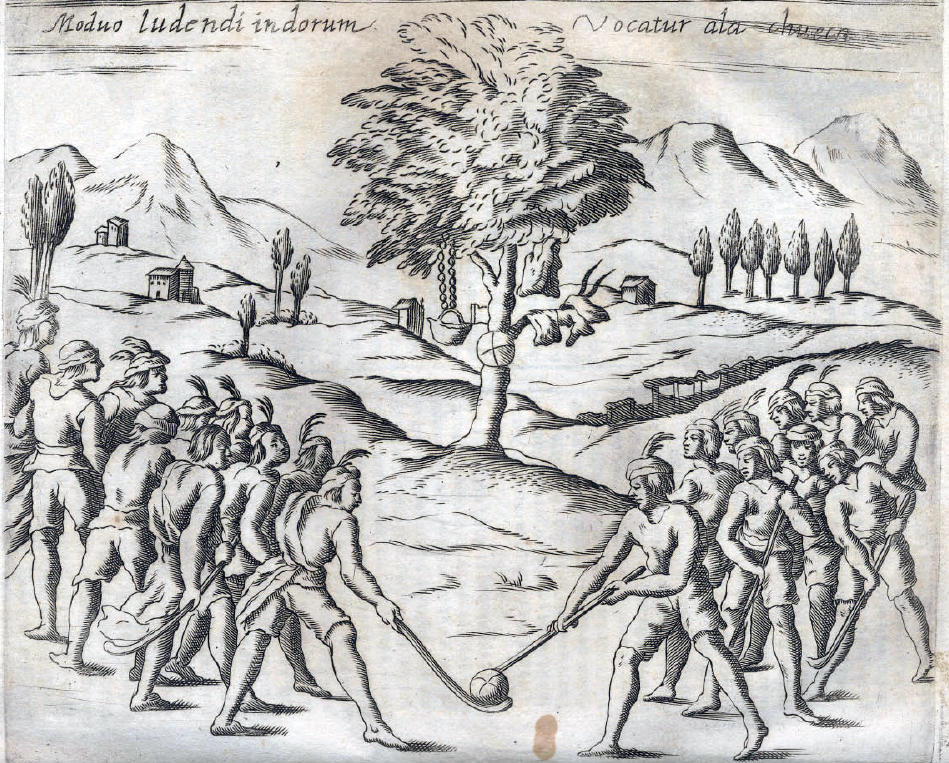
Mapuches jugando palín en 1646.

Su organización está a cargo de la Federación Chilena de Hockey sobre Césped, fundada el 13 de abril de 1981. La Selección femenina de hockey sobre césped de Chile y la Selección masculina de hockey sobre césped de Chile son los equipos representativos del país en las competiciones oficiales. El Campeonato Nacional de Hockey lo disputan el Club Deportivo Universidad Católica (hockey césped) y el Hockey Club Deportivo Alemán (CDA), entre otros. El Estadio Nacional de Hockey Césped está en construcción para la Copa Panamericana de Hockey sobre césped de 2022 y los Juegos Panamericanos de 2023.

## Sobre hielo y en línea
Su organización está a cargo de la Federación Nacional de Hockey en Hielo y en Línea. El foco de la modalidad sobre hielo es la ciudad de Punta Arenas en la región de Magallanes y de la Antártica Chilena, y los clubes oficiales son: los locales Los Nórdicos —el «primer club de Chile», fundado el 23 de noviembre de 2012— Kotaix y Warriors, así como Yetis, de Santiago. En 2013 fue iniciada la internacional Copa Invernada —el «primer campeonato en Chile»— en Punta Arenas, donde participaron Los Nórdicos; GhettoBlasters, de Canadá; y Cau, de Argentina. La selección chilena fue constituida en 2017.
El centro de la modalidad en línea es la capital Santiago. Existe la Liga Nacional de Hockey en Línea, en la que participan los clubes Black Star, Dominicos, Kamikaze, Red Star, Santiago Storms, Volcanes, Tigres, Reptiles, Lions, Drakons (Iquique) y Serena Fuego (La Serena).

## Sobre patines y sala
Su organización está a cargo de la Federación Chilena de Hockey y Patinaje. Hasta los años 1930 el hockey patín en Chile se jugaba como distracción en el cerro Santa Lucía y en el Salón Merced. En 1938 se fundó la Asociación Santiago y se jugaba en la plaza de la Libertad, frente al Palacio de La Moneda. Luego siguieron la fundación de Asociaciones en Valparaíso, Viña del Mar y Los Andes.
En 1940 fue creado el Campeonato de Chile de hockey sobre patines y luego ha sido reemplazado por la Liga Nacional de Hockey (LNH).
Los Escorpiones han logrado cuatro veces el cuarto lugar en el Campeonato mundial de hockey sobre patines masculino y fue anfitrión del mismo en el año 1962, en donde se disputaron todos los encuentros en el Gimnasio Nataniel, y en el año 1980, disputado en Talcahuano.
En 2006, Las Marcianitas fueron sede del Campeonato mundial de hockey patín femenino y fueron campeonas al derrotar a España en la final, fueron terceras en 2014 y 2019 y en 2017 fueron cuartas. Además logró la Copa América de hockey sobre patines en 2007 y el Campeonato Panamericano de Hockey Patín en 2011.
En 2016, Chile fue sede por segunda vez del Campeonato mundial de hockey patín femenino y fue quinto.
Su organización está a cargo de la Federación Chilena de Hockey y Patinaje.
La cancha de Hockey y Patinaje "Las Marcianitas" se encuentra en el Parque deportivo Estadio Nacional, pero está cerrada por remodelación hasta 2021.
Si recibe una invitación puede competir en los Juegos Panamericanos de 2023.